# Bóng đá nữ tại Anh
Bóng đá nữ đã xuất hiện tại Anh được hơn một thế kỷ, chia sẻ chung một lịch sử với bóng đá nam của quốc gia được coi là khai sinh ra luật bóng đá.
Mặc dù bóng đá nữ Anh từng rất phổ biến đầu thế kỷ 20, nhưng phải tới đầu thập kỷ 1990 thì nó mới chứng kiến sự gia tăng mạnh mẽ số cầu thủ nữ, cũng như số khán giả nữ. Anh vinh dự là chủ nhà Giải vô địch bóng đá nữ châu Âu 2005. Hiện nay đại diện của bóng đá nữ Anh là đội tuyển bóng đá nữ quốc gia Anh, do FA quản lý.

## Hệ thống giải
Hệ thống giải bóng đá nữ Anh được điều hành bởi FA, với giải FA WSL là giải cấp cao nhất từ năm 2011, thay thế cho FA Women's Premier League. Trong ba mùa giải (2011–2013), FA WSL diễn ra mà không có sự lên xuống hạng. Các đội của FA WSL thi đấu một dạng cúp liên đoàn mang tên Continental Cup.
FA Women's Premier League được chia làm hai giải: Northern Division và Southern Division. Các đội trong ba hạng đấu này thi đấu Premier League Cup.
Cũng giống như hệ thống giải của nam, một số câu lạc bộ bóng đá nữ Wales cũng tham gia vào kim tự tháp bóng đá nữ Anh. Câu lạc bộ thành công nhất là Cardiff City khi từng thi đấu tại Premier League.
Dưới đây là tiến trình thay đổi của 5 hạng đấu đầu tiên:
| Hạng | Trước 2009/10       | 2011              | 2014 WSL 2 ra đời WPL National Division giải thể(2013/14) Combination nhập vào WPL (2014/15) |
| ---- | ------------------- | ----------------- | -------------------------------------------------------------------------------------------- |
| 1    | WPL National        | WSL               | WSL 1                                                                                        |
| 2    | WPL North&South     | WPL National      | WSL 2                                                                                        |
| 3    | Combination         | WPL North & South | WPL North & South                                                                            |
| 4    | Regional            | Combination       | WPL Division 1                                                                               |
| 5    | Regional Division 1 | Regional          | Regional                                                                                     |

### Kim tự tháp
| Cấp | Giải/Hạng | Giải/Hạng | Giải/Hạng | Giải/Hạng | Giải/Hạng | Giải/Hạng | Giải/Hạng | Giải/Hạng |
| --- | --- | --- | --- | --- | --- | --- | --- | --- |
| 1   | FA WSL 1 (9 CLB) | FA WSL 1 (9 CLB) | FA WSL 1 (9 CLB) | FA WSL 1 (9 CLB) | FA WSL 1 (9 CLB) | FA WSL 1 (9 CLB) | FA WSL 1 (9 CLB) | FA WSL 1 (9 CLB) |
| 2   | FA WSL 2 (10 CLB) | FA WSL 2 (10 CLB) | FA WSL 2 (10 CLB) | FA WSL 2 (10 CLB) | FA WSL 2 (10 CLB) | FA WSL 2 (10 CLB) | FA WSL 2 (10 CLB) | FA WSL 2 (10 CLB) |
| 3   | FA Women's Premier League Northern Division (WPL) (12 CLB) | FA Women's Premier League Northern Division (WPL) (12 CLB) | FA Women's Premier League Northern Division (WPL) (12 CLB) | FA Women's Premier League Northern Division (WPL) (12 CLB) | FA Women's Premier League Southern Division (12 CLB) | FA Women's Premier League Southern Division (12 CLB) | FA Women's Premier League Southern Division (12 CLB) | FA Women's Premier League Southern Division (12 CLB) |
| 4   | WPL Northern Division 1 (12 CLB) | WPL Northern Division 1 (12 CLB) | WPL Midlands Division 1 (12 CLB) | WPL Midlands Division 1 (12 CLB) | WPL South West Division 1 (10 CLB) | WPL South West Division 1 (10 CLB) | WPL South East Division 1 (12 CLB) | WPL South East Division 1 (12 CLB) |
| 5   | North West Women's Regional Football League Premier Division | North East Regional Women's Football League Premier Division | West Midlands Regional Women's Football League Premier Division | East Midlands Regional Women's Football League Premier Division | Southern Region Women's Football League Premier Division | South West Regional Women's Football League Premier Division | Eastern Region Women's Football League Premier Division | London and South East Women's Regional Football League Premier Division |
| 6   | Cấp đội cho North West Women's Regional Football League Premier Division: North West Women's Regional Football League Div 1 (North) North West Women's Regional Football League Div 1 (South) Cấp đội cho North East Regional Women's Football League Premier Division: North East Regional Women's Football League Div 1 (North) North East Regional Women's Football League Div 1 (South) Cấp đội cho West Midlands Regional Women's Football League Premier Division: West Midlands Regional Women's Football League Div 1 (North) West Midlands Regional Women's Football League Div 1 (South) Cấp đội cho East Midlands Regional Women's Football League Premier Division: East Midlands Regional Women's Football League Div 1 (North) East Midlands Regional Women's Football League Div 1 (South) | Cấp đội cho North West Women's Regional Football League Premier Division: North West Women's Regional Football League Div 1 (North) North West Women's Regional Football League Div 1 (South) Cấp đội cho North East Regional Women's Football League Premier Division: North East Regional Women's Football League Div 1 (North) North East Regional Women's Football League Div 1 (South) Cấp đội cho West Midlands Regional Women's Football League Premier Division: West Midlands Regional Women's Football League Div 1 (North) West Midlands Regional Women's Football League Div 1 (South) Cấp đội cho East Midlands Regional Women's Football League Premier Division: East Midlands Regional Women's Football League Div 1 (North) East Midlands Regional Women's Football League Div 1 (South) | Cấp đội cho North West Women's Regional Football League Premier Division: North West Women's Regional Football League Div 1 (North) North West Women's Regional Football League Div 1 (South) Cấp đội cho North East Regional Women's Football League Premier Division: North East Regional Women's Football League Div 1 (North) North East Regional Women's Football League Div 1 (South) Cấp đội cho West Midlands Regional Women's Football League Premier Division: West Midlands Regional Women's Football League Div 1 (North) West Midlands Regional Women's Football League Div 1 (South) Cấp đội cho East Midlands Regional Women's Football League Premier Division: East Midlands Regional Women's Football League Div 1 (North) East Midlands Regional Women's Football League Div 1 (South) | Cấp đội cho North West Women's Regional Football League Premier Division: North West Women's Regional Football League Div 1 (North) North West Women's Regional Football League Div 1 (South) Cấp đội cho North East Regional Women's Football League Premier Division: North East Regional Women's Football League Div 1 (North) North East Regional Women's Football League Div 1 (South) Cấp đội cho West Midlands Regional Women's Football League Premier Division: West Midlands Regional Women's Football League Div 1 (North) West Midlands Regional Women's Football League Div 1 (South) Cấp đội cho East Midlands Regional Women's Football League Premier Division: East Midlands Regional Women's Football League Div 1 (North) East Midlands Regional Women's Football League Div 1 (South) | Cấp đội cho Southern Region Women's Football League Premier Division: Southern Region Women's Football League Division 1 (North) Southern Region Women's Football League Division 1 (South) Cấp đội cho South West Regional Women's Football League Premier Division: South West Regional Women's Football League Div 1 (East) South West Regional Women's Football League Div 1 (West) Cấp đội cho Eastern Region Women's Football League Premier Division: Eastern Region Women's Football League Division 1 (North) Eastern Region Women's Football League Division 1 (South) Cấp đội cho London and South East Women's Regional Football League Premier Division: South East Counties Womens Football League Premier Div Greater London Women's Football League Premier Division | Cấp đội cho Southern Region Women's Football League Premier Division: Southern Region Women's Football League Division 1 (North) Southern Region Women's Football League Division 1 (South) Cấp đội cho South West Regional Women's Football League Premier Division: South West Regional Women's Football League Div 1 (East) South West Regional Women's Football League Div 1 (West) Cấp đội cho Eastern Region Women's Football League Premier Division: Eastern Region Women's Football League Division 1 (North) Eastern Region Women's Football League Division 1 (South) Cấp đội cho London and South East Women's Regional Football League Premier Division: South East Counties Womens Football League Premier Div Greater London Women's Football League Premier Division | Cấp đội cho Southern Region Women's Football League Premier Division: Southern Region Women's Football League Division 1 (North) Southern Region Women's Football League Division 1 (South) Cấp đội cho South West Regional Women's Football League Premier Division: South West Regional Women's Football League Div 1 (East) South West Regional Women's Football League Div 1 (West) Cấp đội cho Eastern Region Women's Football League Premier Division: Eastern Region Women's Football League Division 1 (North) Eastern Region Women's Football League Division 1 (South) Cấp đội cho London and South East Women's Regional Football League Premier Division: South East Counties Womens Football League Premier Div Greater London Women's Football League Premier Division | Cấp đội cho Southern Region Women's Football League Premier Division: Southern Region Women's Football League Division 1 (North) Southern Region Women's Football League Division 1 (South) Cấp đội cho South West Regional Women's Football League Premier Division: South West Regional Women's Football League Div 1 (East) South West Regional Women's Football League Div 1 (West) Cấp đội cho Eastern Region Women's Football League Premier Division: Eastern Region Women's Football League Division 1 (North) Eastern Region Women's Football League Division 1 (South) Cấp đội cho London and South East Women's Regional Football League Premier Division: South East Counties Womens Football League Premier Div Greater London Women's Football League Premier Division |
| 8   | Feeding to Cheshire Women's Football League Div 1: Cheshire W&YFL Div 2 Feeding to Greater Manchester Women's Football League Div 1: Greater Manchester WFL Div 2 Feeding to Lancashire WFL Div 1: Lancashire FA WCL Div 2 Feeding to Durham WFL Div 1: Durham County FA Women's Development Div Feeding to Sheffield & Hallamshire WCFL Div 1: Sheffield & Hallamshire WCFL Div 2 Feeding to West Riding WFL Premier Div: West Riding County WFL Div 1 Feeding to Birmingham WFL Premier Div: Birmingham County WL Div 1 Feeding to Staffs County WL Div 1: Staffs County WL Div 2 Feeding to Derbyshire Ladies League Div 1: Derbyshire Ladies League Div 2 | Feeding to Cheshire Women's Football League Div 1: Cheshire W&YFL Div 2 Feeding to Greater Manchester Women's Football League Div 1: Greater Manchester WFL Div 2 Feeding to Lancashire WFL Div 1: Lancashire FA WCL Div 2 Feeding to Durham WFL Div 1: Durham County FA Women's Development Div Feeding to Sheffield & Hallamshire WCFL Div 1: Sheffield & Hallamshire WCFL Div 2 Feeding to West Riding WFL Premier Div: West Riding County WFL Div 1 Feeding to Birmingham WFL Premier Div: Birmingham County WL Div 1 Feeding to Staffs County WL Div 1: Staffs County WL Div 2 Feeding to Derbyshire Ladies League Div 1: Derbyshire Ladies League Div 2 | Feeding to Cheshire Women's Football League Div 1: Cheshire W&YFL Div 2 Feeding to Greater Manchester Women's Football League Div 1: Greater Manchester WFL Div 2 Feeding to Lancashire WFL Div 1: Lancashire FA WCL Div 2 Feeding to Durham WFL Div 1: Durham County FA Women's Development Div Feeding to Sheffield & Hallamshire WCFL Div 1: Sheffield & Hallamshire WCFL Div 2 Feeding to West Riding WFL Premier Div: West Riding County WFL Div 1 Feeding to Birmingham WFL Premier Div: Birmingham County WL Div 1 Feeding to Staffs County WL Div 1: Staffs County WL Div 2 Feeding to Derbyshire Ladies League Div 1: Derbyshire Ladies League Div 2 | Feeding to Cheshire Women's Football League Div 1: Cheshire W&YFL Div 2 Feeding to Greater Manchester Women's Football League Div 1: Greater Manchester WFL Div 2 Feeding to Lancashire WFL Div 1: Lancashire FA WCL Div 2 Feeding to Durham WFL Div 1: Durham County FA Women's Development Div Feeding to Sheffield & Hallamshire WCFL Div 1: Sheffield & Hallamshire WCFL Div 2 Feeding to West Riding WFL Premier Div: West Riding County WFL Div 1 Feeding to Birmingham WFL Premier Div: Birmingham County WL Div 1 Feeding to Staffs County WL Div 1: Staffs County WL Div 2 Feeding to Derbyshire Ladies League Div 1: Derbyshire Ladies League Div 2 | Feeding to Hampshire WFL Div 1: Hampshire County WFL Div 2 Feeding to Thames Valley WFL Div 1: Thames Valley Counties WFL Div 2 (North) Thames Valley Counties WFL Div 2 (South) Feeding to Devon WFL Premier Div: Devon WFL Div 1 Feeding to Gloucestershire WFL Div 1: Gloucestershire County WFL Div 2 Feeding to Somerset WFL Div 1: Somerset County WFL Div 2 Feeding to Bedfordshire and Hertfordshire County WFL Div 1: Bedfordshire and Hertfordshire County WFL Div 2 Feeding to Cambridgeshire WCFL Premiership: Cambridgeshire WCFL Championship North Cambridgeshire WCFL Championship South Feeding to Essex County WL Premier Div: Essex County WL Div 1 Feeding to Norfolk WFL Div 1: Norfolk WFL Div 2 Feeding to South East Counties Women's Football League Div 1: Sussex County WFL Feeding to Kent County Div 1: Kent County Div 2 Feeding to Greater London WFL Div 1: Greater London WFL Div 2 (North) Greater London WFL Div 2 (South) | Feeding to Hampshire WFL Div 1: Hampshire County WFL Div 2 Feeding to Thames Valley WFL Div 1: Thames Valley Counties WFL Div 2 (North) Thames Valley Counties WFL Div 2 (South) Feeding to Devon WFL Premier Div: Devon WFL Div 1 Feeding to Gloucestershire WFL Div 1: Gloucestershire County WFL Div 2 Feeding to Somerset WFL Div 1: Somerset County WFL Div 2 Feeding to Bedfordshire and Hertfordshire County WFL Div 1: Bedfordshire and Hertfordshire County WFL Div 2 Feeding to Cambridgeshire WCFL Premiership: Cambridgeshire WCFL Championship North Cambridgeshire WCFL Championship South Feeding to Essex County WL Premier Div: Essex County WL Div 1 Feeding to Norfolk WFL Div 1: Norfolk WFL Div 2 Feeding to South East Counties Women's Football League Div 1: Sussex County WFL Feeding to Kent County Div 1: Kent County Div 2 Feeding to Greater London WFL Div 1: Greater London WFL Div 2 (North) Greater London WFL Div 2 (South) | Feeding to Hampshire WFL Div 1: Hampshire County WFL Div 2 Feeding to Thames Valley WFL Div 1: Thames Valley Counties WFL Div 2 (North) Thames Valley Counties WFL Div 2 (South) Feeding to Devon WFL Premier Div: Devon WFL Div 1 Feeding to Gloucestershire WFL Div 1: Gloucestershire County WFL Div 2 Feeding to Somerset WFL Div 1: Somerset County WFL Div 2 Feeding to Bedfordshire and Hertfordshire County WFL Div 1: Bedfordshire and Hertfordshire County WFL Div 2 Feeding to Cambridgeshire WCFL Premiership: Cambridgeshire WCFL Championship North Cambridgeshire WCFL Championship South Feeding to Essex County WL Premier Div: Essex County WL Div 1 Feeding to Norfolk WFL Div 1: Norfolk WFL Div 2 Feeding to South East Counties Women's Football League Div 1: Sussex County WFL Feeding to Kent County Div 1: Kent County Div 2 Feeding to Greater London WFL Div 1: Greater London WFL Div 2 (North) Greater London WFL Div 2 (South) | Feeding to Hampshire WFL Div 1: Hampshire County WFL Div 2 Feeding to Thames Valley WFL Div 1: Thames Valley Counties WFL Div 2 (North) Thames Valley Counties WFL Div 2 (South) Feeding to Devon WFL Premier Div: Devon WFL Div 1 Feeding to Gloucestershire WFL Div 1: Gloucestershire County WFL Div 2 Feeding to Somerset WFL Div 1: Somerset County WFL Div 2 Feeding to Bedfordshire and Hertfordshire County WFL Div 1: Bedfordshire and Hertfordshire County WFL Div 2 Feeding to Cambridgeshire WCFL Premiership: Cambridgeshire WCFL Championship North Cambridgeshire WCFL Championship South Feeding to Essex County WL Premier Div: Essex County WL Div 1 Feeding to Norfolk WFL Div 1: Norfolk WFL Div 2 Feeding to South East Counties Women's Football League Div 1: Sussex County WFL Feeding to Kent County Div 1: Kent County Div 2 Feeding to Greater London WFL Div 1: Greater London WFL Div 2 (North) Greater London WFL Div 2 (South) |
| 9   | Feeding to Sheffield & Hallamshire WCFL Div 2: Sheffield & Hallamshire WCFL Div 3 Feeding to West Riding WFL Div 1: West Riding WFL Div 2 Feeding to Hampshire WFL Div 2: Hampshire County WFL Div 3 Feeding to Bedfordshire and Hertfordshire County WFL Div 2: Bedfordshire and Hertfordshire County WFL Div 3 Feeding to Norfolk WFL Div 2: Norfolk WFL Div 3 Feeding to Greater London WFL Div 2: Greater London WFL Div 3 (North) Greater London WFL Div 3 (South) | Feeding to Sheffield & Hallamshire WCFL Div 2: Sheffield & Hallamshire WCFL Div 3 Feeding to West Riding WFL Div 1: West Riding WFL Div 2 Feeding to Hampshire WFL Div 2: Hampshire County WFL Div 3 Feeding to Bedfordshire and Hertfordshire County WFL Div 2: Bedfordshire and Hertfordshire County WFL Div 3 Feeding to Norfolk WFL Div 2: Norfolk WFL Div 3 Feeding to Greater London WFL Div 2: Greater London WFL Div 3 (North) Greater London WFL Div 3 (South) | Feeding to Sheffield & Hallamshire WCFL Div 2: Sheffield & Hallamshire WCFL Div 3 Feeding to West Riding WFL Div 1: West Riding WFL Div 2 Feeding to Hampshire WFL Div 2: Hampshire County WFL Div 3 Feeding to Bedfordshire and Hertfordshire County WFL Div 2: Bedfordshire and Hertfordshire County WFL Div 3 Feeding to Norfolk WFL Div 2: Norfolk WFL Div 3 Feeding to Greater London WFL Div 2: Greater London WFL Div 3 (North) Greater London WFL Div 3 (South) | Feeding to Sheffield & Hallamshire WCFL Div 2: Sheffield & Hallamshire WCFL Div 3 Feeding to West Riding WFL Div 1: West Riding WFL Div 2 Feeding to Hampshire WFL Div 2: Hampshire County WFL Div 3 Feeding to Bedfordshire and Hertfordshire County WFL Div 2: Bedfordshire and Hertfordshire County WFL Div 3 Feeding to Norfolk WFL Div 2: Norfolk WFL Div 3 Feeding to Greater London WFL Div 2: Greater London WFL Div 3 (North) Greater London WFL Div 3 (South) | Feeding to Sheffield & Hallamshire WCFL Div 2: Sheffield & Hallamshire WCFL Div 3 Feeding to West Riding WFL Div 1: West Riding WFL Div 2 Feeding to Hampshire WFL Div 2: Hampshire County WFL Div 3 Feeding to Bedfordshire and Hertfordshire County WFL Div 2: Bedfordshire and Hertfordshire County WFL Div 3 Feeding to Norfolk WFL Div 2: Norfolk WFL Div 3 Feeding to Greater London WFL Div 2: Greater London WFL Div 3 (North) Greater London WFL Div 3 (South) | Feeding to Sheffield & Hallamshire WCFL Div 2: Sheffield & Hallamshire WCFL Div 3 Feeding to West Riding WFL Div 1: West Riding WFL Div 2 Feeding to Hampshire WFL Div 2: Hampshire County WFL Div 3 Feeding to Bedfordshire and Hertfordshire County WFL Div 2: Bedfordshire and Hertfordshire County WFL Div 3 Feeding to Norfolk WFL Div 2: Norfolk WFL Div 3 Feeding to Greater London WFL Div 2: Greater London WFL Div 3 (North) Greater London WFL Div 3 (South) | Feeding to Sheffield & Hallamshire WCFL Div 2: Sheffield & Hallamshire WCFL Div 3 Feeding to West Riding WFL Div 1: West Riding WFL Div 2 Feeding to Hampshire WFL Div 2: Hampshire County WFL Div 3 Feeding to Bedfordshire and Hertfordshire County WFL Div 2: Bedfordshire and Hertfordshire County WFL Div 3 Feeding to Norfolk WFL Div 2: Norfolk WFL Div 3 Feeding to Greater London WFL Div 2: Greater London WFL Div 3 (North) Greater London WFL Div 3 (South) | Feeding to Sheffield & Hallamshire WCFL Div 2: Sheffield & Hallamshire WCFL Div 3 Feeding to West Riding WFL Div 1: West Riding WFL Div 2 Feeding to Hampshire WFL Div 2: Hampshire County WFL Div 3 Feeding to Bedfordshire and Hertfordshire County WFL Div 2: Bedfordshire and Hertfordshire County WFL Div 3 Feeding to Norfolk WFL Div 2: Norfolk WFL Div 3 Feeding to Greater London WFL Div 2: Greater London WFL Div 3 (North) Greater London WFL Div 3 (South) |
| 10  | Feeding to West Riding WFL Div 2: West Riding WFL Div 3 | Feeding to West Riding WFL Div 2: West Riding WFL Div 3 | Feeding to West Riding WFL Div 2: West Riding WFL Div 3 | Feeding to West Riding WFL Div 2: West Riding WFL Div 3 | Feeding to West Riding WFL Div 2: West Riding WFL Div 3 | Feeding to West Riding WFL Div 2: West Riding WFL Div 3 | Feeding to West Riding WFL Div 2: West Riding WFL Div 3 | Feeding to West Riding WFL Div 2: West Riding WFL Div 3 |